# Ghatafān
Die Ghatafān (arabisch غطفان, DMG Ġaṭafān) waren zu Zeiten Mohammeds ein bedeutender Verbund arabischer Stämme in Nadschd, im Nordosten Yathribs (Medina). Gegen sie führte Mohammed einige seiner ersten Karawanenüberfälle durch, die zwar nicht erfolgreich waren, die Ghatafan jedoch gegen ihn aufbrachten und darin mündeten, dass die Ghatafan, zusammen mit den Quraisch aus Mekka, in der Grabenschlacht die Muslime Medinas belagerten.
In dieser Schlacht spielte laut dem Prophetenbiographen Ibn Ishaq ein Führer der Ghatafan Nuʿaim ibn Masʿūd, eine bedeutende Rolle. Er wurde im geheimen Muslim und säte Zwietracht zwischen den Angreifern und dem jüdischen Stamm der Banu Quraiza, was letztlich darin endete, dass die Angreifer abzogen und dass Mohammed alle Männer der Banu Quraiza ermorden ließ und alle Frauen und Kinder versklavte.
Die Aschdschaʿ, ein Stamm der Ghatafan, liefen während der Grabenschlacht, zusammen mit Nuaim ibn Masud, zu den Muslimen über. Die anderen Ghatafan standen auch während Mohammeds Zug nach Chaibar auf der Seite seiner Gegner und wurden erst nach seinem Tod Muslime.

## Stämme der Ghatafan
- Muharib
- Tha’laba
- Aschdschaʿ
- Banu Murra

### Islamische Quellen
- Ibn Ishaq, Gernot Rotter (Übersetzer): Das Leben des Propheten. As-Sira An-Nabawiya. Spohr, Kandern im Schwarzwald 1999, ISBN 3-927606-22-7.